# Aya (cortometraje)
Aya es un cortometraje peruano de 2016 dirigido por Francesca Canepa. Fue el primer cortometraje estrenado en cines tras 25 años de ausencia en salas de exhibición comercial.

## Argumento
La película, hablada completamente en idioma quechua, es la historia de un niño cusqueño (Hebert Randy Pillco) que se ve forzado a trabajar en un salar para cumplir con el último deseo de su madre (Eulalia Saloma).

## Premios
Entre los galardones que ha recibido están:
- Ganadora a Mejor Cortometraje en el Festival de Cine Peruano de París del 2017
- Mejor Opera Prima - Festival de Cine de Lima Filmocorto 2016.
- Premio del Ministerio de Cultura de 2016.
- Ganadora del Concurso El Soñador de 2016.
- Mejor Cortometraje Iberoamericano - Festival Internacional de Cine en Guadalajara en 2017.
- Premio Signis a Mejor Cortometraje - Festival Cinelatino de Toulouse, del 2017.